# 팬텀퀸
팬텀퀸은 대한민국의 가수다. 이전 예명은 '토리'였다. 2018년 싱글 앨범 [Dear Blue]로 데뷔했다.

## 방송
- 전국노래자랑 (2016) - 우수상
- 히든싱어 6 (2020) - 이소라 편 6위

## 음반
- Dear Blue (2018)
- Stand up (2021)
- Fickle Person (2021)
- 자국 (2021)
- 나를 기억해줘요 (2022)

## 공연
- 일산 올패밀리뮤직페스티벌 (2018)

## 수상
- MBC라디오 <별이 빛나는 밤에> 별밤 뽐내기 인기상